# Indrek Sirel

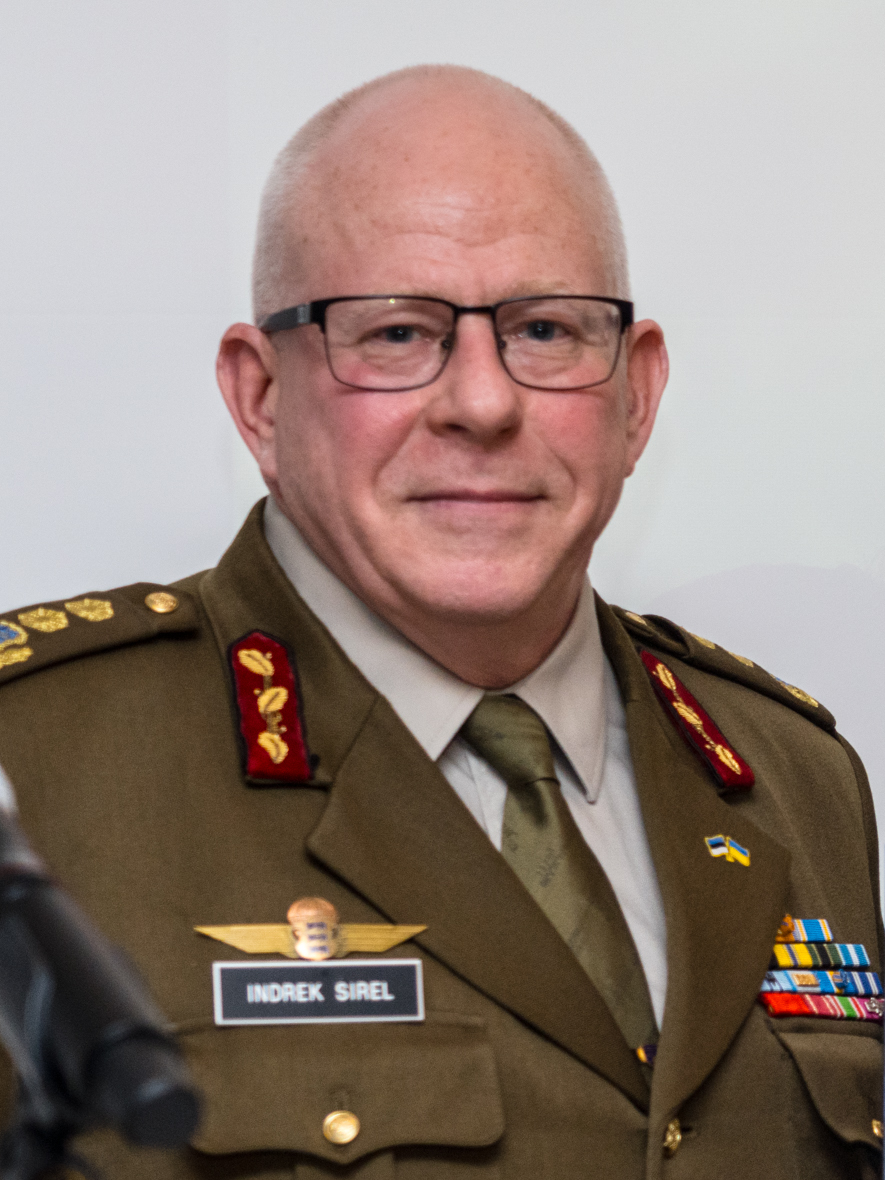
Indrek Sirel (2024)

Indrek Sirel (* 16. Januar 1970 in Tallinn) ist ein estnischer Offizier im Range eines Generalmajors. Seit August 2024 ist er Befehlshaber der Division der estnischen Streitkräfte. Zuvor war er bereits militärischer Vertreter Estlands bei der NATO und EU, stellvertretender Befehlshaber der Streitkräfte und Befehlshaber des Heeres.

## Leben
Indrek Sirel wurde 1970 in Tallinn, der Hauptstadt der damaligen Estnischen SSR, geboren.

### Militärische Laufbahn
Beförderungen
sowjetische Streitkräfte
- Leutnant (1991)

estnische Streitkräfte
- Oberleutnant (1993)
- Hauptmann (1993)
- Major (1998)
- Oberstleutnant (2002)
- Oberst (2008)
- Brigadegeneral (2012)
- Generalmajor (2018)

Nach Offiziersausbildung und Einsatz als Zugführer in der Roten Armee schloss sich Indrek Sirel 1993 den estnischen Streitkräften an. Dort fand er in den nächsten Jahren zunächst als Kommandant verschiedener Infanterie-Kompanien Verwendung und besuchte Weiterbildungen im Ausland. Außerdem übernahm er in dieser Zeit verschiedene Stabspositionen im Hauptquartier der Streitkräfte.
Seit dem Anfang der 2000er-Jahre war er vorrangig mit Aufgaben im Hauptquartier betraut und war 2004 bei der International Security Assistance Force (ISAF) eingesetzt. Von 2005 bis 2006 diente er als Kommandant des Scout-Bataillons. Im Oktober 2006 übernahm er das Amt des Stabschefs der estnischen Heeres und im April 2008 das Amt des Befehlshabers des Heeres (zuvor bereits kommissarisch als Stabschef). Während dieser Verwendung absolvierte er 2009 ein Masterstudium am United States Army War College.
Im Juni 2012 wurde er zum Brigadegeneral befördert. Noch im selben Jahr übergab er das Kommando über die Landstreitkräfte an Artur Tiganik. Sirel selber war in den nächsten Jahren beim Allied Joint Force Command in Brunssum tätig. Nach Estland zurückgekehrt,  übernahm er im Juli 2016 den Posten des stellvertretenden Befehlshabers der estnischen Streitkräfte. Im Rahmen der alljährlichen Beförderungen zum Jahrestag der Gründung der estnischen Republik, wurde er im Februar 2018 zum Generalmajor befördert. Im August 2021 wurde er als militärischer Vertreter Estlands bei der NATO und EU tätig. Seit dem 1. August 2024 ist er Befehlshaber der Division der estnischen Streitkräfte.

### Privates
Der General ist verheiratet und Vater zweier erwachsener Söhne. Zu seinen Hobbys zählt der Modellbau.

## Auszeichnungen
Indrek Sirel erhielt folgende bedeutende Ehrungen:
|  | IV. Klasse des Ordens des Adlerkreuzes (2004) |
|  | Commander der Legion of Merit (2015)          |
|  | II. Klasse des Ordens des Adlerkreuzes (2020) |

Zudem ist er Träger des estnischen Fallschirmspringerabzeichens sowie verschiedener anderer Auszeichnungen der estnischen Streitkräfte und ihrer Verbündeten.